# Primo Vecchies
Primo Vecchies, né le 28 mai 1923 à Saint-Denis (Seine) et mort le 14 janvier 2006 à Limeil-Brévannes (Val-de-Marne), est un footballeur français d'origine italienne.

## Biographie
Fils de Giuseppe Vecchies et Salute Martin (veuve Vecchies), il entame une carrière de footballeur professionnel comme ailier droit. Il fait partie de l'effectif du Besançon RC pendant la saison 1947-1948 en Division 2, où il dispute 37 matchs et marque 18 buts.
Il a joué avec Larbi Benbarek et Just Fontaine.
Naturalisé français, il garde également sa nationalité italienne.
Il doit interrompre sa carrière pour reprendre avec sa mère et son oncle la boutique de cordonnerie de son père, décédé en 1949. Elle était située au 90 rue de la chapelle dans le 18e arrondissement de Paris[réf. nécessaire].
Il épouse Madeleine Soisson en 1950. Ils auront un fils, Alain, né le 18 août 1951 à Paris 18e.
Primo continuera le foot en entraînant les jeunes pour différents clubs, même après sa retraite.

## Clubs
- 1946-1947 :  Stade français
- 1947-1948 :  RC Besançon
- 1948 :  Stade français-Red Star
- 1948-1949 :  US Valenciennes-Anzin
- 1949-1951 :  FC Rouen
- 1951-1952 :  US Le Mans
- 1952-1953 :  CA Paris